# صوفيا ألكورن
صوفيا ألكورن (بالإنجليزية: Sophia Alcorn)‏ هي مُدرسة أمريكية، ولدت في 3 أغسطس 1883 في ستانفورد في الولايات المتحدة، وتوفي بنفس المكان في 28 نوفمبر 1967.